# Dambjapurva ezers
Le Dambjapurva ezers ou Dambjezers ou Dampezers  est un lac à Riga en Lettonie.

## Description
Le lac Dambjapurva est situé à la lisière orientale de la forêt Šmerlis. 
La Strazdupīte (lv), autrefois affluente, a été contournée autour du lac du côté est dans une conduite souterraine. 
L'entrée, comme l'exutoire vers Strazdupīte, est comblée. Les rives du lac sont plates, basses, le fond est sablonneux et boueux. Une fontaine est installée au milieu du lac. Le lac est un lieu de baignade et un sentier pédestre a été aménagé autour du lac.
Dans le passé, le résident local Viktors Hramenko avait construit une « ville des fées » près du lac avec des sculptures qu'il avait lui-même sculptées.

## Galerie

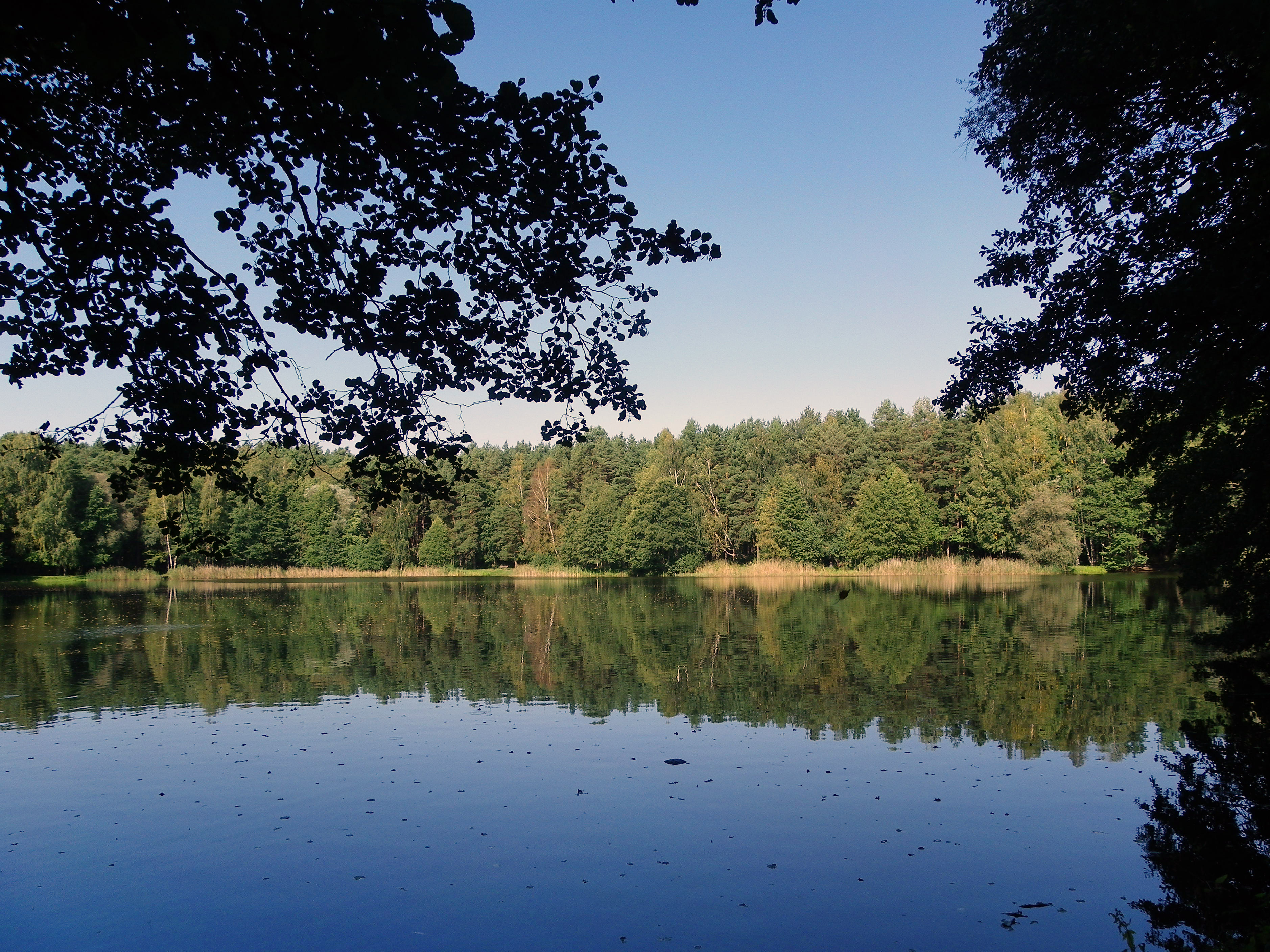
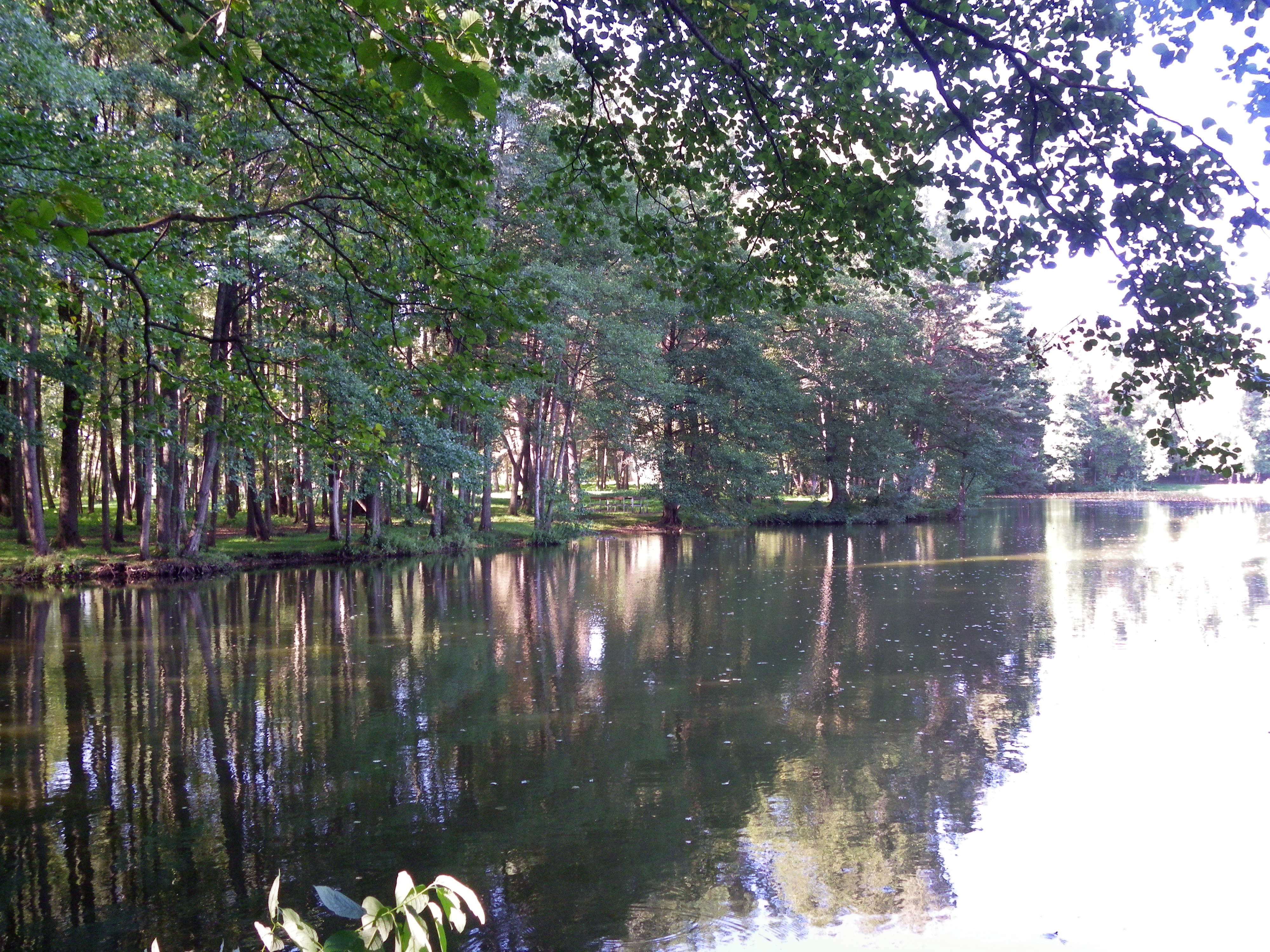
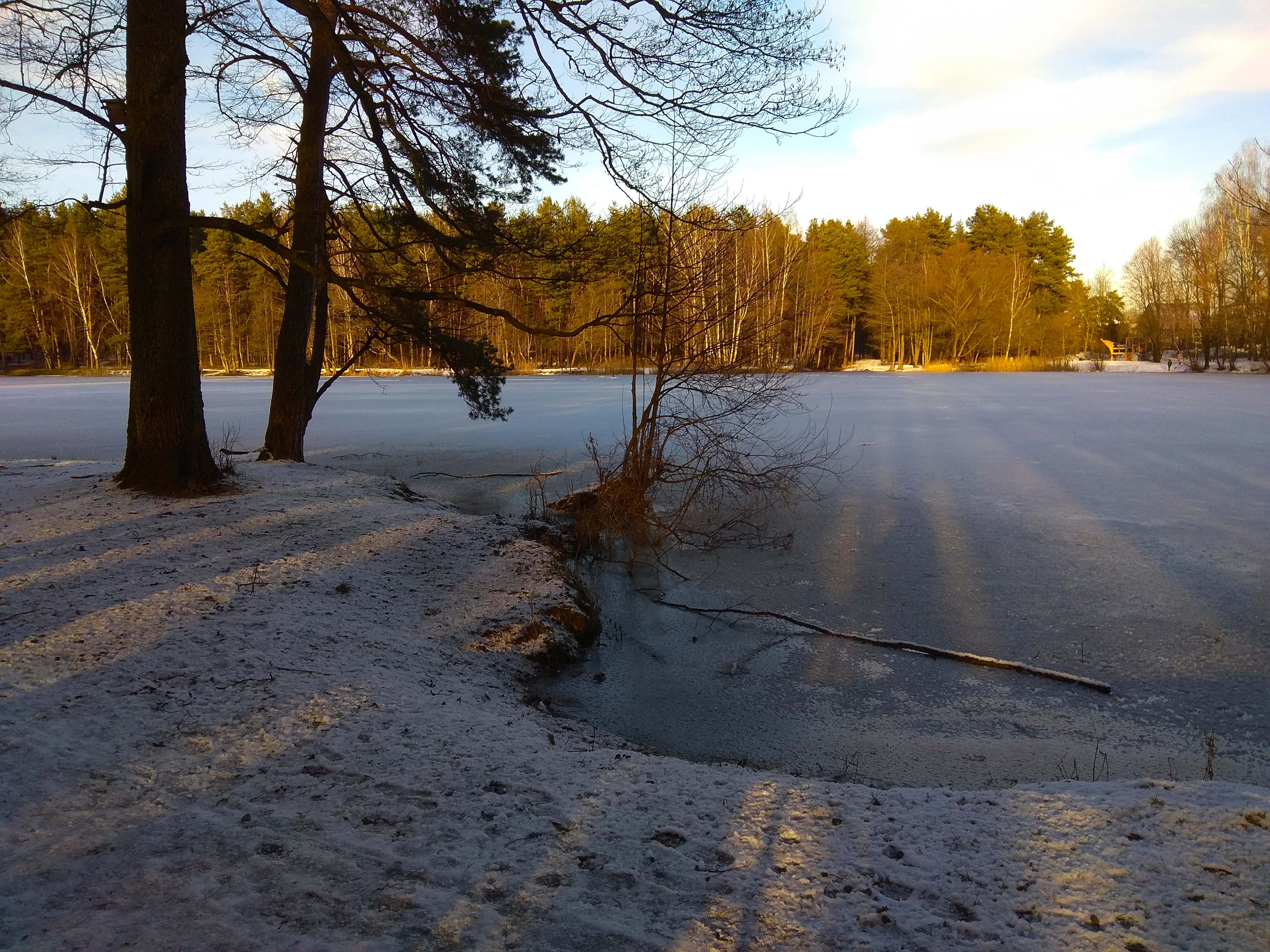
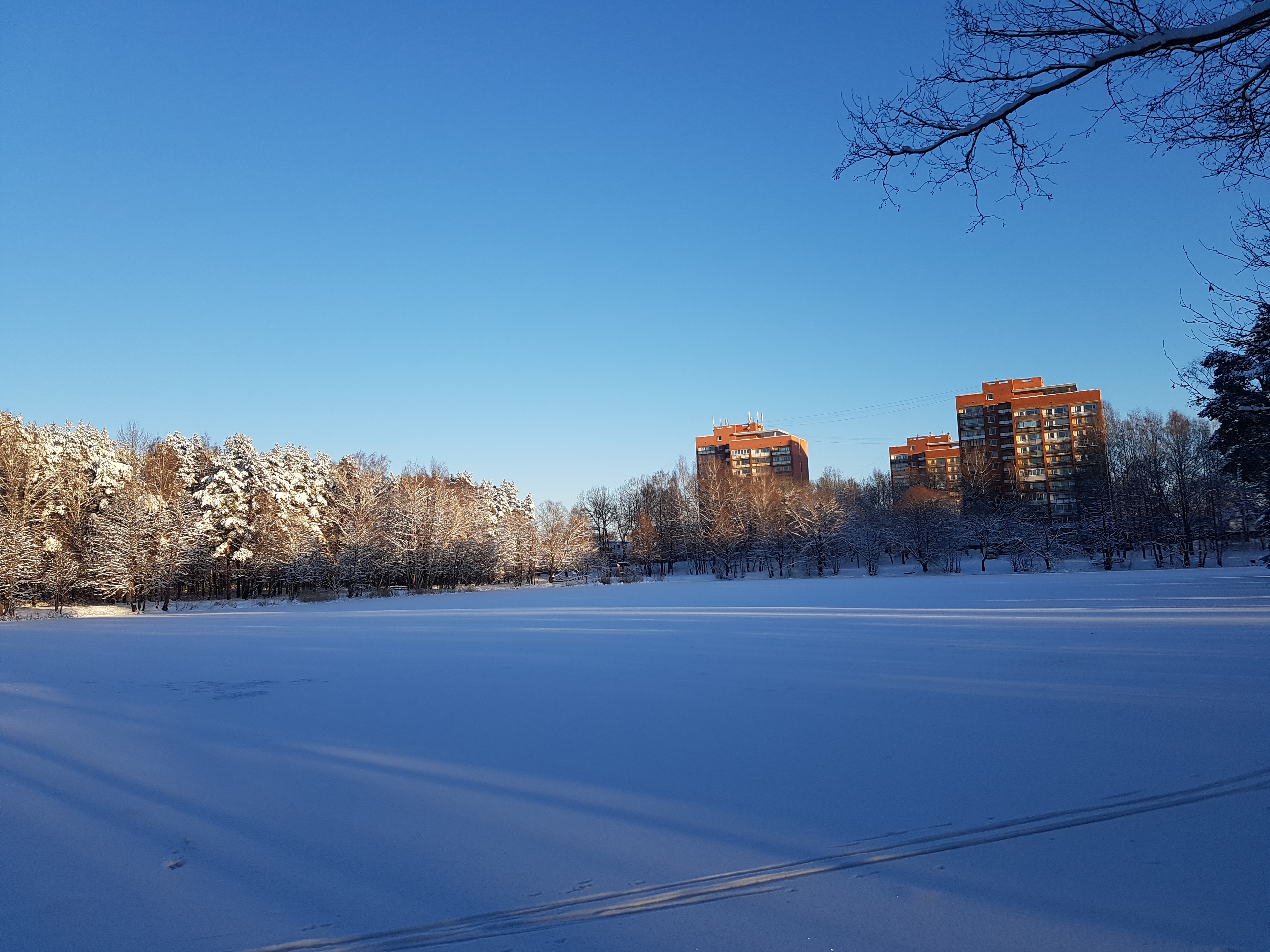